# CD Málaga
A CD Málaga, teljes nevén Club Deportivo Málaga egy már megszűnt spanyol labdarúgócsapat. A klubot 1923-ban alapították, 1992-ben szűnt meg.

## Története
A csapat megalapítása előtt is voltak már a városban egyéb, kisebb egyesületek. A CD Málaga két klub, az 1904-ben alapított Málaga Foot-ball Club és a nyolc évvel később létrejött Fútbol Club Malagueño egyesülése után jött létre. 1941-ig CD Malacitano volt az új csapat neve.
Bár első szezonját a harmadosztályban töltötte, egy év után rögtön feljutott, és később is összesen csak négy szezont szerepelt itt. Története során nagyrészt az első- és másodosztály között ingázott, legjobb eredménye az első osztályban két hetedik hely volt a hetvenes évekből.
1992-ben, a másodosztályból való kiesés után megszűnt. Utódja a Málaga CF.

## Trofeo Costa del Sol
A Málaga 1961 és 1983 között saját barátságos labdarúgókupa-sorozatot indított Trofeo Costa del Sol néven. Érdekesség, hogy a kupát kétszer magyar csapat is elnyerte, 1970-ben a Vasas, kilenc évvel később pedig a Ferencváros.
2003-tól a Málaga CF ismét életre hívta a sorozatot.

## Statisztika
- FC Malagueño

| Szezon  | Osztály | Poz. | Copa del Rey |
| ------- | ------- | ---- | ------------ |
| 1929/30 | 3ª      | 2.   |              |
| 1930/31 | 3ª      | 2.   |              |
| 1931/32 | 3ª      | 3.   |              |
| 1932/33 | 3ª      | 1.   |              |

- CD Malacitano

| Szezon  | Osztály | Poz. | Copa del Rey |
| ------- | ------- | ---- | ------------ |
| 1933/34 | 3ª      | 3.   |              |
| 1934/35 | 2ª      | 5.   |              |
| 1935/36 | 2ª      | 5.   |              |
| 1939/40 | 2ª      | 3.   |              |
| 1940/41 | 2ª      | 5.   |              |

- CD Málaga

| Szezon  | Osztály | Poz. | Copa del Rey |
| ------- | ------- | ---- | ------------ |
| 1941/42 | 2ª      | 4.   |              |
| 1942/43 | 2ª      | 5.   |              |
| 1943/44 | 3ª      | 1.   |              |
| 1944/45 | 3ª      | 2.   |              |
| 1945/46 | 3ª      | 1.   |              |
| 1946/47 | 2ª      | 9.   |              |
| 1947/48 | 2ª      | 4.   |              |
| 1948/49 | 2ª      | 2.   |              |
| 1949/50 | 1ª      | 12.  |              |
| 1950/51 | 1ª      | 13.  |              |
| 1951/52 | 2ª      | 1.   |              |
| 1952/53 | 1ª      | 15.  |              |
| 1953/54 | 2ª      | 3.   |              |
| 1954/55 | 1ª      | 16.  |              |
| 1955/56 | 2ª      | 11.  |              |
| 1956/57 | 2ª      | 5.   |              |
| 1957/58 | 2ª      | 14.  |              |
| 1958/59 | 2ª      | 15.  |              |

| Szezon  | Osztály | Poz. | Copa del Rey |
| ------- | ------- | ---- | ------------ |
| 1959/60 | 3ª      | 1.   |              |
| 1960/61 | 2ª      | 12.  |              |
| 1961/62 | 2ª      | 2.   |              |
| 1962/63 | 1ª      | 16.  |              |
| 1963/64 | 2ª      | 9.   |              |
| 1964/65 | 2ª      | 2.   |              |
| 1965/66 | 1ª      | 13.  |              |
| 1966/67 | 2ª      | 1.   |              |
| 1967/68 | 1ª      | 10.  |              |
| 1968/69 | 1ª      | 14.  |              |
| 1969/70 | 2ª      | 2.   |              |
| 1970/71 | 1ª      | 9.   |              |
| 1971/72 | 1ª      | 7.   |              |
| 1972/73 | 1ª      | 10.  |              |
| 1973/74 | 1ª      | 7.   |              |
| 1974/75 | 1ª      | 16.  |              |
| 1975/76 | 2ª      | 3.   |              |
| 1976/77 | 1ª      | 18.  |              |

| Szezon  | Osztály | Poz. | Copa del Rey |
| ------- | ------- | ---- | ------------ |
| 1977/78 | 2ª      | 13.  |              |
| 1978/79 | 2ª      | 2.   |              |
| 1979/80 | 1ª      | 18.  |              |
| 1980/81 | 2ª      | 6.   |              |
| 1981/82 | 2ª      | 3.   |              |
| 1982/83 | 1ª      | 10.  |              |
| 1983/84 | 1ª      | 9.   |              |
| 1984/85 | 1ª      | 16.  |              |
| 1985/86 | 2ª      | 11.  |              |
| 1986/87 | 2ª      | 6.   |              |
| 1987/88 | 2ª      | 1.   |              |
| 1988/89 | 1ª      | 16.  |              |
| 1989/90 | 1ª      | 17.  |              |
| 1990/91 | 2ª      | 4.   |              |
| 1991/92 | 2ª      | 18.  |              |

## Ismertebb játékosok
| - Sebastián Viberti - Cyril Makanaky - Albeiro Usuriaga - Luka Bonačić - Kim Christofte - John Lauridsen - Abdallah Ben Barek - Antonio Cabral - Sebastián Fleitas - Pedro Bazán | - Juan Antonio Deusto - Jesús Garay - Pedro Luis Jaro - Juanito - Antonio Mata - Paquito - Miguel Ramos Vargas - Esteban Vigo - Gustavo Matosas |

## Ismertebb vezetőedzők
- Helenio Herrera
- Kalmár Jenő
- Kubala László
- Domènec Balmanya
- Antonio Benítez
- Marcel Domingo
- Ricardo Zamora
- José María Zárraga
- Milorad Pavić